# Снитко, Андрей Владимирович
Андре́й Влади́мирович Снитко́ (25 января 1996 — 20 августа 2014) — участник вооружённого конфликта на востоке Украины. Герой Украины (2016, посмертно).

## Биография
Андрей Снитко родился 25 января 1996 в селе Гораймовка (Маневичский район, Волынская область, Украина). Его воспитывала мать, но когда Андрею было 11 лет, она умерла. Мальчика забрала в свою семью жительница Маневичей — Раиса Халык.
Окончил школу № 1 в Маневичах и поступил в Восточноевропейский национальный университет имени Леси Украинки в Институт физической культуры и здоровья. Но учиться в этих заведениях ему удалось лишь несколько месяцев. После начала Евромайдана Андрей стал его активным участником и много времени проводил в Киеве. В мае вступил в батальон «Азов» в Киеве, получил позывной «Фома».
Был участником вооружённого конфликта на востоке Украины. Принимал участие в противостоянии в Мариуполе. Андрей Снитко погиб 20 августа 2014 года во время боев за Иловайск. Находясь во главе отделения из трёх бойцов, попал в засаду во время зачистки здания. В украинских бойцов была брошена ручная граната, которую он накрыл своим телом.
Был похоронен в Маневичах.
25 января 2015 года на здании школы в Маневичах, где учился Снитко, была установлена мемориальная доска.

## Награды
Государственные:
- Звание Герой Украины с вручением ордена «Золотая Звезда» (21 ноября 2016, посмертно) — «за личное мужество и героизм, проявленные при защите государственного суверенитета и территориальной целостности Украины, самоотверженное служение Украинскому народу»'[2];

Негосударственные:
- Орден «Народный Герой Украины» (26 марта 2016)[3].